# Stenoleptura kannegieteri
Stenoleptura kannegieteri är en skalbaggsart som först beskrevs av Aurivillius 1925.  Stenoleptura kannegieteri ingår i släktet Stenoleptura och familjen långhorningar. Inga underarter finns listade i Catalogue of Life.